# Обучаемость
Обучаемость (англ. docility, educational ability, learning ability) — способность человека к целенаправленному освоению знаний, во время которого учитываются его индивидуальные особенности, такие как: тип темперамента, степень развития памяти, внимания и восприятия. Сочетание данных характеристик напрямую влияет на успешность ребёнка. Обучаемость является относительно устойчивым, сложным и динамичным свойством личности, который отражается в быстроте и лёгкости приобретения новых умений и навыков в процессе обучения.

## Понимание термина «обучаемость»
Однако в настоящее время термин «обучаемость» не имеет однозначного определения, поскольку был рассмотрен многими исследователями.

### Обучаемость как индивидуальная способность к учению
В американской и западно-европейской психологии в 1920-х годах были проведены исследования интеллекта, в связи с чем Э. Торндайком был введён термин «способность к учению» (англ. ability to learn). Он провел множество наблюдений и пришёл к выводу, что люди с различной скоростью овладевают основным содержанием обучения и используют полученные знания, умения и навыки в практической ситуации. Психолог полагал, что оценка интеллекта напрямую взаимосвязана с оценкой способности к учению. Западные исследователи относят к данному термину все виды обогащения человеческого опыта. Поэтому понятие, предложенное Э. Торндайком, во многих психологических концепциях очень близко, но все же нетождественно понятию «обучаемость».
Со временем мнение ученых о происхождении феномена обучаемости изменилось. Первоначально они полагали, что это задатки самого человека, однако позже стали преобладать когнитивные взгляды, предполагающие становление и развитие данной способности в процессе жизни человека.
- Г. Клаус: это характеристика индивидуальных различий обучаемых
- Э.Торндайк: это способность к учению и усвоению знаний, умений и навыков
- Дж. Брунер: это индивидуальная способность к усвоению воздействий извне, детерминированная особенностями кодирования информации

Также среди западных исследователей можно выделить таких авторов, как Л. М. Термен, С. Бёрт, Ф. Вернон, Л. Хамфрейс и многих других.

### Обучаемость как готовность к учению, к учебной деятельности
Советские и позже российские психологи больше придерживаются мнения, что всякое обучение предполагает целенаправленное изменение субъекта. Поэтому важной задачей являлась организация обучения, которое способствовало бы формированию нужных качеств в человеке. А также огромное внимание уделялось процессу усвоения знаний и обеспечению оптимального развивающего эффекта.
- Б. Г. Ананьев: «Специальная» обучаемость — это подготовленность психики к быстрому развитию в определенной сфере знаний и умений.
- Л. С. Выготский: зона ближайшего развития непосредственно влияет на динамику умственной деятельности.
- Б. В. Зейгарник: это диапазон потенциальных возможностей ребенка к освоению новых знаний при взаимодействии со взрослым.
- И. А. Зимняя: это готовность ребенка правильно получать и интерпретировать помощь со стороны педагога.
- З. И. Калмыкова[3]: это совокупность интеллектуальных свойств, от которых зависит продуктивность учебной деятельности при наличии определенных условий (исходного минимума знаний, положительного отношения к учению и т. д.)
- А. К. Маркова[4]: это совокупность всех характеристик психического развития, улучшающие результат предыдущего обучения.

В советской/российской психологии подчёркивается ведущая роль обучения, которое создает зону ближайшего развития и способствует выработке средств и способов ориентации в реальности. «Общими детерминантами развития способностей и приобретения опыта в концепции А. Н. Леонтьева выступают органические задатки, социальный опыт и индивидуальная внешняя деятельность с объектами».
И. И. Ильясов полагает, что учение — это самостоятельная деятельность, реализующаяся в рамках предметной деятельности, но не сводимая к ней. Это является принципиально важным положением для понимания обучаемости, формирования и развития умений учиться. Он рассмотрел позиции многих исследователей, которые по-разному видели состав компонентов учения, перечисляя среди них следующие фазы:
1. понимание и заучивание (Я. А. Коменский);
2. ясность, ассоциация, система, метод (И. Ф. Гербарт);
3. нахождение знания и закрепление (В. А. Дистервег);
4. получение, переработка и применение (П. Ф. Каптерев);
5. нахождение, установление связи и закрепление связи (Э. Торндайк);
6. столкновение с ситуацией, выдвижение гипотез (когнитивные карты, планы, ожидания), реализация гипотез, получение подтверждения (Э. Толмен);
7. усвоение значения и усвоение инструментальных реакций (Ч. Осгуд);
8. успех и память (К. Коффка);
9. ассимиляция — включение нового в старые схемы и аккомодация — приспособление исходных схем к новым объектам (Ж. Пиаже);
10. уяснение, трансформация, оценка (Д. Брунер);
11. внимание, сохранение, понимание, память, моторные реакции, мотивация (А. Бандура);
12. психические процессы (мотивационные, познавательные) и внешние движения, манипуляции по преобразованию объекта (С. Л. Рубинштейн);
13. восприятие (объекта, способа деятельности и т. д.), понимание (объекта, способа деятельности и т. д.), выполнение деятельности, проверка знания (А. Н. Леонтьев);
14. мотивация, уяснение схемы ООД, выполнение действий в материальной (материализованной) форме, выполнение действий в громкой речи, выполнение действий в речи про себя, выполнение действий в умственной форме (П. Я. Гальперин);
15. когнитивное усвоение деятельности и практическое действие (В. Д. Шадриков) и т. д.

## Описание
Проблема обучения обсуждалась не только в педагогической психологии, но и во многих других: в общей, возрастной, в нейропсихологии, патопсихологии и психологии труда. «Сторонники теорий спонтанного развития, признавая большую роль обучения в обретении индивидом общественного опыта, считают, что обучение — процесс, внешний по отношению к психическому развитию, развивающемуся по собственным законам, не связанным с актуальным бытием индивида».
В современной педагогической психологии выявлена противоречивость подходов к данной проблеме: от признания обучаемости как эмпирической характеристики возможностей обучения до полного ее отрицания как явления. Тем не менее данная тема весьма актуальна и занимает одно из ведущих мест в российской и западной педагогике и педагогической психологии. Научный интерес к её изучению основан на многогранности подходов к содержанию, способам ее диагностики.
Обучаемость может сохраняться относительно постоянной на протяжении длительного периода, в то время как уровень умственного развития повышается с возрастом. Для определения уровня обучаемости необходимо рассмотреть не только результаты, но и сам процесс формирования и овладения новыми знаниями. Зачастую он может не совпадать с успеваемостью, поскольку на это влияет множество факторов.

### Виды обучаемости
1. К способам предметной деятельности,
2. К усвоению способов межличностного взаимодействия,
3. Общая обучаемость — способность усвоения любого материала,
4. Специальная обучаемость — способность усвоения отдельных видов материала

## Развитие обучаемости
Педагогический процесс может достичь наилучших результатов, когда образовательные задачи способны затрагивать и развивать возможности ребенка, которые он не может реализовать самостоятельно. В своих научных работах Л. С. Выготский писал: «Педагогическая психология исходит из того, что познавательные возможности обучаемых не являются врожденными, а формируются в процессе обучения. Задача науки — выявить условия, обеспечивающие формирование познавательных способностей». Развитие обучаемости позволяет раскрыть потенциальные умения детей, улучшить восприимчивость к овладению новыми знаниями, что позволяет назвать ее ведущим показателем умственной деятельности.

### Показатели обучаемости
Обучаемость основывается на совокупности свойств интеллекта, таких как обобщенность, осознанность, гибкость, устойчивость и самостоятельность мышления. Данные интеллектуальные свойства рассматриваются исследователями и как компоненты. В то же время обучаемость характеризуется конкретными определенными показателями (Зимняя И. А.):
- объём материала, на основе которого достигается решение новой задачи,
- работоспособность и выносливость,
- темп продвижения,
- проявление инициативы при выборе и решении дополнительных задач, а также стремление перейти к более сложным заданиям,
- способность к самообучению,
- упорство при достижении поставленных целей и умение преодолевать возникающие препятствия,
- положительное восприятие помощи взрослого, отсутствие протеста,
- прочность сохранения освоенного материала,
- гибкость мыслительной деятельности при переключении на новые способы работы,
- обобщённость умственной деятельности, полнота абстрагирования,
- лёгкость освоения, отсутствие напряжения.

## Факторы обучаемости
- Уровень развития познавательных процессов (восприятия, памяти, мышления, речи и т. д.)
- Уровень развития определённых сфер личности (мотивационно-волевой, эмоциональной)
- Уровень развития компонентов учебной деятельности

## Список литературы
1. Абрамова Г. С. Психология человеческой жизни : Исслед. геронтопсихологии : Учеб. пособие для студентов психол. фак. вузов / — М.: Academia, 2002.
2. Ананьев Б. Г. Человек как предмет познания. — М., 1968.
3. Выготский Л. С. Педагогическая психология//Психология: классические труды. М., 1996.
4. Зимняя И. А. Педагогическая психология: учебник для вузов / -Изд. второе, доп., испр. И перераб. — М.: Университетская книга; Логос, 2009
5. Иванова А. Я. Обучаемость как принцип оценки умственного развития детей. — М.: Изд-во МГУ, 1976. — 98 с.
6. Ильясов И. И. Структура процесса учения. М., 1986.
7. Ильясова И. И., Ляудис В. Я. Хрестоматия по возрастной и педагогической психологии. -М., Изд-во Моск. ун-та. 1980 г.
8. Калмыкова З. И. Обучаемость и принципы построения методов ее диагностики//Проблемы диагностики умственного развития учащихся. М., 1975.
9. Калмыкова З. И. Продуктивное мышление как основа обучаемости. — М.: Педагогика, 1981. — 200 с.
10. Мещеряков Б. Г., Зинченко В. П. Большой психологический словарь. — М., 2003.